# قائمة برامج قناة سبيس باور
قناة سبيس باور عُرضت العديد من الأعمال منذ افتتاحها عام 2008. أغلب هذه الأعمال تحمل طابع شبابي كون القناة موجهة لهذه الفئة. هذه قائمة بالأعمال مع تاريخ بداية إنتاج كل منها.

## أنمي
ملاحظة: جميع الأنميات عُرضت مُدبلجة عدا بلِيتش وجينتاما.
- ون بيس 1999م-2002م
- ناروتو 2002م-2006م
- بليتش 2004م
- المحقق كونان 1997م-2001م
- جنتاما 2006م
- السراب 1995م-1996م
- مونت كريستو 2004م-2005م
- السراب الجديد
- قتال الطيف 2005م
- إنيوشا 2000م
- الصياد 2005م
- رماد الحروب 2000م
- صانع السلام 2003م
- ساموراي 7 2004م
- بلاك كات 2005م
- ليريا 1994م
- ساكورا 2000م
- شعلة ريكا 1997م
- التحدي الكبير 2008م
- أسطورة النسر 2006م
- الملاذ الأخير 2003م
- شرلوك هولمز في القرن الثاني والعشرين 1999م
- سيف النار 1986م
- الأشاوس 1997م-1999م
- شينوبي 2005م
- هاجيكي 2003م
- المحنطون 1997م
- Futurama

## دراما ومسلسلات
كل هذه البرامج عُرِضَتْ على حارة الدراما على قناة سبيس باور
- بريزون بريك 2005-2007
- السيف والرقعة الحاسمة 2007
- بنات الميتم 1995
- عائلة ادامس الجديدة (مسلسل 1998) 1998
- 24 2003
- الرجل الخارق الساموراي
- Roots 1977
- So Weird 2000
- Flood 2007
- ستار تريك إنتربرايز 2001-2002
- الملفات الغامضة 2000 الموسم 8
- Jake 2.0 2003-2004

## أفلام
- المحقق كونان: العد التنازلي لناطحة السحاب 1997
- المحقق كونان: الشاهدة الوحيدة 2000
- المحقق كونان: الهدف الرابع عشر 1998
- المحقق كونان: الرجل اللغز 1999
- Hinokio 2005
- سلام (فيلم 2008) 2008
- The musketeers 2001
- السيد نيس غي (فيلم 1997) 1997
- ماتريكس 1999
- Grizzly falls 1999
- شبح القطار (فيلم 2006) 2006
- الإنتظار في الظلام 2005
- الفرسان الثلاثة (فيلم 1993)
- Drift 1 , 2 2003
- Vixellebjgb 2007
- أنستازيا (فيلم 1997) 1997
- شينوبي (فيلم) 2005
- لوني تونز: باك إن أكشن 2003
- Helen the baby fox 2005
- Kung fu kid 2005
- Power rangers 1 , 2
- Shaolin soccer 2001
- Ashura 2005
- Casshern 2004
- Kitaro 2007

## برامج
- جلسة صفا 2010
- مروضا الاساطير 2 2008
- خواطر 4 2008
- قصص الانبياء 2 2009
- صدق أو لا تصدق 1999
- موسوعة جينيس للارقام القياسية 1998
- سلام شباب 2010-2011
- Next world 2008
- Human body 2008
- Prank patrol 2006
- Ginx files 2010-2011
- Game power 2008-2011
- WWE 2009-2010
- Nuts 1994
- Spellz 2006
- Zack's ultimate guide 2003
- Animal face off 2003
- World strongest man 2009 2010
- Youth zone 2004
- Truck inverse 2006
- Planet x 2006
- Show down air combat 2008
- Future of the cars 1999
- Mythbusters 2004
- Pac10 basketball 2009-2010
- Junior's Basketball 2008